# 増澤璃凜子
増澤 璃凜子（ますざわ りりこ、1994年5月10日- ）は、日本のモデル、女優、映画監督、ファッションブランド『Lilien Room』クリエイティブディレクター。東京都出身。

## 略歴
2014年、雑誌NYLONモデルオーディションファイナリスト選出。同年ミスiD2015 ファイナリスト選出。明治学院大学2014コンテスト出場。
2015年、ハヤカワ五味プロデュースブランド「feast」に水着モデルとして初参加、「シンデレラバストモデル」として注目された。同年、東佳苗初監督映画「Heavy Shabby Girl」で映画初出演。
2016年、 anderlustショートムービーコンペティション優秀作品『いつかの自分』(加藤綾佳監督)で初主演。
かつてディスカバリー・エンターテイメント（現：ディスカバリー・ネクスト）に所属していたが、フリーを経て、2017年4月24日、自身のツイッターでプラチナムプロダクションに正式所属したことを明かした。
2017年、サマンサタバサ・ガールズ・アワード・モデル・オーディションに参加。セミファイナリストの18人に選出されサマンサタバサ ガールズコレクション・レディーストーナメント大会の水着コンテストに出場。
2018年7月、自身がクリエイティブディレクターを務めるファッションブランド「Lilien Room」の立ち上げを発表。Manon Tokyoオンラインショップおよびラフォーレ原宿店での販売を展開している。
2019年所属事務所を辞め、フリーランスとして活動。その後、2021年に元ホリプロの鈴木俊明が立ち上げた新事務所「tos-s」に所属したことを発表した。
2024年、映画監督に挑戦することを表明、短編自主製作作品の製作のためCAMPFIREでクラウドファンディングを呼びかけた。期間内に目標金額の269%にあたる809,000円の支援を集めた。このプロジェクトを受けてスマートフォンで撮影された短編『わたしとあなた、一人きり。』はYouTubeで期間限定公開されたほか、支援者向けの上映会が行われた。

## 人物
- 明治学院大学社会学部卒業。サークルはハロプロ研究会に参加。
- 幼少期父の転勤でオランダに住んでいたことがあり[14][15]、英語が堪能（英検2級）。
- 広尾学園高校(旧・順心女子高等学校)の第1期生である。
- 実家で犬を飼っている。名前はマハロ（ハワイ語でありがとうを意味する）。

### 氏名の表記について
名前の漢字が難しいことから、よく名前を誤って表記される。ミスiD2015では、セミファイナリスト選出を伝える雑誌フライデーの紙面で「増澤瑠璃子」と表記され、ファイナリスト選出を伝える同誌紙面でもこの誤りは正されていなかった。2014年12月にアー写.comからほかのミスiDファイナリストとともにグッズが発売された際も、納品書に「増澤瑠璃子」と書かれて商品が届く例があった。また、美女暦に掲載された際も公式Facebookページで誤って「Ruriko Masubuchi」として紹介されたほか、「AniCon Festival - 03-05 July 2015!」に出演が決定した際も、イベントを紹介するロシア語の公式VKontakteページで「Рисико Масузава」（リシコ・マスザワ）と紹介された。さらに、初出演映画「Heavy Shabby Girl」の広告ポスターでは「増澤凛璃子」と表記されてしまった。2016年にも出演したイベントのページの出演者欄に「増澤瑠璃子」として紹介されている。

### 交友関係
- 同じ1994年5月10日生まれのモデル紗夜とは中学時代からの仲良しである[20]。
- ミスiD2015の他の出場者の中では特に小川笹乃と親しい[21]。
- 同じくハロヲタを公言している（後述）ぱいぱいでか美とはTokyo Idol Festival2014[22]や下北FMのラジオ番組での共演のほか、Berryz工房などのイベント会場[注 2]で一緒に観覧するなど交流が深い。
- モデルや各種オーディションの経験などから、広い交友関係を持つ。
- AKB48の元メンバー・中村麻里子とは同じオーディションに参加後大学で再会し、在籍中は同じゼミに所属していた。のちに増澤の監督作品『ケーキに、アイスも』では声の出演として助力した。
- 元HKT48でミスiD2016準グランプリの菅本裕子と仲が良く、2人組「りりこす」としてShowroom番組に共演するなどしている。菅本がミスiDを受ける際助言した一人でもある[23]。

### 趣味・関心
- 大のハロー!プロジェクトファンを公言しており、特に℃-uteの中島早貴とBerryz工房の菅谷梨沙子のファン。「私の妄想の中では、私が社長業をしていて、なっきぃ（中島）が奥さんで梨沙子ちゃんが秘書」などと発言している[24]。また、石川梨華に強い影響を受けており、小学校時代には学校でよくチャーミー石川のモノマネをしては友達から気持ち悪がられていたという[25]。カントリー・ガールズのメンバーに島村嬉唄（現在は脱退）が選ばれて以降はツイッター上などで島村への熱烈なラブコールを表明していた[26]。
- ラーメンが好物で、かつてはよくツイッターに写真を投稿していた。とくにとんこつが好き。
- そのほかにも、ディズニー映画、東京ディズニーリゾートが大好き。

### 備考
- ハロー!プロジェクト好きを公言しているほかのミスキャンパス候補者にはミス東京大学2013グランプリの澤田有也佳や、ミス慶應2014候補の松岡李奈、ミス大東文化2014候補（ウェブ投票1位）の廣田琴乃などがいるが、プロフィール欄の半分以上をハロプロ関係の語句で占めている候補者は増澤くらいである。また、同年ミス奈良女子大学2014でハロー!プロジェクトのほかAKB48、でんぱ組.incなどのアイドルヲタクを公言する奥山美幸がグランプリを受賞した[27]。ほかにミス関西学院大学2014グランプリの中山ちひろも握手会やライブに通うAKBファンであることを公言しており、同年はミスキャンパスにおいてアイドル好きの女子大生が存在感を示した年となった。

## 出演

### ラジオ
- 下北FM
  - 「東大生がアイドルを研究してみた」 - アシスタントMC（2014年7月3日、7月17日【特別編】『女子大生ヲタのアイドル情報局』、2014年8月7日『武士とミスiDのハロプロなしでは生きてゆけない！』、10月2日、2015年1月29日[28]）（※Ustream放送有）
- レインボータウンFM
  - 「HAPPY-GO-LUCKY『加藤一華のときめきMixJuice』」(MC:加藤一華) - 2014年12月13日回ゲスト、2015年8月8日回ゲスト（※Ustream放送有）
  - 「Emotional Beat 姫ラジ」 - 2015年8月8日回
- 渋谷のラジオ
  - 「渋谷のほんだな」2018年7月24日回[29]
  - 「渋谷のサンデー神二の愉快な仲間たち」2019年9月1日回ゲスト、2019年11月17日回アシスタント[30]

### テレビ
- BS-TBS 「満足！トレンドナビ」第9回(2014年12月21日放送)
- テレビ東京「Tokyoハイレゾガール」(2016年1月19日放送[31])
- 日本テレビ系列 スーパーサラリーマン佐江内氏 (2017年1月28日放送)
- 日本テレビ系列 「夢みたいな恋したい女たち」

### 映画
（監督作品は後節で述）
- Heavy Shabby Girl（2015年、東佳苗監督、SPOTTED PRODUCTIONS）
- 愛がなんだ（2019年、今泉力哉監督）
- 実優ちゃんは群馬から来る（2020年、中川駿監督）
- his（2020年、今泉力哉監督）
- 佐々木、イン、マイマイン（2020年、内山拓也監督）
- あの頃。（2021年、今泉力哉監督） - 愛田もなみ 役
- 東京遭難（2023年11月18日、加藤綾佳監督）[32]
- ケーキに、アイスも（2025年、本人監督）

### CF
- Panasonic ウェブスポット広告・デジタルサイネージフィルム「教えて！みんなのオフィスあるある　オフィス向上会議篇ムービー」[33]（2020年）

### MV
- 大森靖子 - 『愛してる.com』(2016年1月20日公開)
- 大森靖子 - 『劇的JOY! ビフォー・アフター』(監督:東佳苗)(2016年2月10日公開)
- 軟式globe’14 - 『爺-POP』（『勝手に【爺-POP】のPV作ったアホだよ♪』）(ディレクター:RYUTA Hoshi)(2016年3月11日公開)
- LADYBABY - 『セシボン・キブン／C'est si bon Kibun』(MV監督:東佳苗)(2016年3月14日公開)
- SPYAIR - 『Be with』(MV監督:山戸結希)(2017年3月17日公開)
- DieByForty - 『Oblivion』（MV監督:Kimihiro Shiida〔太陽FILMs〕）(2018年4月26日公開)
- GOMESS - 『青空』（※声の出演）（2019年10月17日公開）

### 舞台
- 月刊「根本宗子」 第15号『紛れもなく、私が真ん中の日』（2018年4月30日 - 5月13日、浅草九劇[34]）（企画・根本宗子）
- Big Mouth Chicken Produce vol.16『-虹梅-Braggart Cards〜乱れ咲き誇る〜』（2018年10月29日 - 11月4日、新宿村LIVE）
- 劇団かもめんたる第7回公演『宇宙人はクラゲが嫌い』（2019年5月11日 - 19日、赤坂RED/THEATER）
- PARCO produce公演『転校生』（2019年8月11日 - 17日、紀伊國屋ホール[35]）（作：平田オリザ、演出：本広克行）
- 演劇集団Z-Lion第11回公演『裏からGood Schoolへ』（2019年11月20日 - 24日、シアターサンモール[36]）（脚本・演出:粟島瑞丸）
- オフィス上の空プロデュース『共骨』（2020年3月7日 - 15日、彩の国さいたま芸術劇場小ホール）
- 三浦大輔WS試演会『役者の証』（Aチーム、2020年8月7日 - 9日、浅草九劇より動画共有サイトVimeoによる配信[37]）
- COCCOON PRODUCTION 2021『物語なき、この世界。』（2021年7月11日 - 8月3日、Bunkamura シアターコクーン／8月7日 - 11日、京都劇場）（作・演出:三浦大輔[38]）

### 書籍
- 玄光社MOOK『オールドレンズ×美少女』（2015年10月30日刊、玄光社、ISBN 978-4-7683-0669-7[39]）
- 飯田えりかトーフ版ミニ写真集『朝に微睡むキミ』（2016年3月1日刊、グレイプス、ISBN 978-4-294-00025-0[40]）
- ZINE 『unruly vol.4』(2016年8月)、『unruly vol.5』(2016年10月)、『unruly vol.4 Special Edition - Ririko The World』(2017年9月[41])
- 『MIYANISHIYAMA PHOTO BOOK 100万回のかわいい!!!』（2019年12月9日刊、玄光社、ISBN 978-4768312681）
- 森一生『トーキョー眼鏡ガール vol.05』（2020年10月3日刊、世界文化社、ASIN : B08J7LN5R1）

### 雑誌
- NYLON JAPAN - NYLONモデルオーディションファイナリストとしての掲載
- KERA
- tulle（チュール）（EYESCREAM 2018年2月号増刊） - LAURIER PRESS PRESENTS 透明感仕立て♡PINKでナベメイク

### ウェブラジオ
- Ustream「SoftBank presents ミスキャンCrystal Night」（ミス明治学院候補として・2014年10月26日配信）[42]
- LoGiRL 「ミスiDゴールド」（第4回(2015年2月13日放送[43])、第11回(4月10日放送)、第14回(5月15日放送)、第18回(6月12日放送[44])、第25回(8月7日放送[45])、第27回(8月21日放送)＝いずれも生放送配信）
- AKIBA 伝えたい！放送局 つたほ「Newsな女子会TV」[46] （2015年7月12日よりレギュラー出演）

### オンラインコンテンツ
- 美女読書（ミス明治学院候補として・2014年10月31日掲載）[47]
- 美女暦（2014年10月27日掲載[48]、2015年2月10日掲載[49]、7月2日掲載[50]
- 待ち合わせ美女（ミス明治学院候補として・2014年10月29日掲載）[51]
- Web R25 「今日の彼女」(2015年1月18日)（内容は上記待ち合わせ美女の転載[52]）
- person's club「美女Snap+Talk」（洋服の青山が運営するサイト）(2015年3月1日掲載分[53] 動画[54])
- マイナビ学生の窓口「今日のおやつ」（2015年10月28日掲載「とにかく濃厚！鉄観音レアチーズ♪ 今日のおやつ Vol.75」[55]）
- CHOKi CHOKi WEBマガジン 喜怒哀楽girls vol.15～増澤璃凜子～（2015年10月29日掲載[56]）
- 上野由日路ウェブサイト「Cinema+Chics 5 ：増澤璃凜子　LENS:Arriflex-Cine-Xenon 35mm F2」（2015年12月25日掲載[57]）
- otehon 〔おてほん〕（運営:フリュー）
  - 「増澤璃凜子がおてほん♪みんなに愛されるピンクメイク」（2016年9月5日掲載[58]）
  - 「増澤璃凛子がおてほん♪すっぴんより10％かわいくなるメイク」(2016年9月1日掲載[59])
- anderlustショートムービーコンペティション[6]優秀作品『いつかの自分』(加藤綾佳監督)（主演）
- アジアンビート（運営:アジアユースカルチャーセンター）リレー連載『TEAM SAKUSAKU presents ~Favourite Collections~』「第13回　増澤璃凜子 ～ ℃-ute愛は永久不滅！team℃-uteも永久不滅です！！ ～」 (2016年9月16日掲載[60])
- 「原色美人ファイル」Vol.10（LEON.jp[61]）
- laurier press（ローリエプレス）エディター連載[62]
- Maybe!×BABY-Gタイアップ企画「Girls Party!」Vol.25 モデル・女優・Lilien Room クリエイティブ ディレクター 増澤璃凜子[63]
- LAURIER PRESS（ローリエプレス）連載再開（2020年3月12日掲載）[64]

### イベント

#### 2014年
- Tokyo Idol Festival2014 HOT STAGE (2014年8月2日[65])
- ハロー!プロジェクトオフィシャルショップ主催、各大学ハロプロ研究会共同企画大学生クイズ選手権（司会）(2014年8月29日)
- 「『ミスiD(アイドル)2015』　お披露目イベント」(2014年9月27日)
- 『ミスiDの部屋 ~2015 きみとすごした夏~』[66](2014年11月30日)
- 『MiSS iD フェスティバル'14 ～すべての女の子はアイドル、だといいな。～』[67](2014年12月27日)
Miss iD フェスティバル'14(通称「iDフェス」)では加藤一華、ヲガワササノとともに特別限定ユニット「DELiしゅー！」としてBuono!の『ロッタラ ロッタラ』を披露した[68]ほか、ロビーにて「増澤璃凜子が皆を置いてかない程度にハロプロを語る」ミニトークショーを開催[69]。
- 『加藤一華カウントダウンイベント 2014-2015　～もうすぐハタチになるんだぞSP～』[70](限定復活したDELiしゅー!メンバーとして)(2014年12月31日)

#### 2015年
- ミスiDカフェVol.3 - (2015年3月21日（※ランチの部、ディナーの部とも）)
- ミスiDカフェVol.4 - (2015年5月17日（※ランチの部、ディナーの部とも）)
- 園子温個展『ひそひそ星』 - (2015年6月26日-7月26日（増澤の出演は6月28日、高円寺キタコレビルGarter）
- AniCon Festival - 03-05 июля 2015![注 3] - (2015年7月4日 - 5日、ロシアサンクトペテルブルク)
- 『ヲガワササノ生誕祭！ハタチのヲガワは一味違うんだゾSP！！』(2015年7月18日)
- 原宿「WEEKEND BASE #ポピキャワ祭」Etoile et Griotteファッションショー (2015年7月18日、表参道バンブー)
- ハロショ「なんてったってハロプロ vol.10[71]」(2015年7月25日、ハロー！プロジェクトオフィシャルショップ秋葉原店)
- BUBBLES×VANTAN「“BUBBLES”PROMOTION PLANNING PROJECT」ファッションショーモデル（『VANTAN CUTTING EDGE 2015 -TOKYO ROUND-』イベント内企画）（2015年10月18日、バンタンデザイン研究所、於：EBiS303）
- 「ミスiDハイスクール☆ハロウィン文化祭」ミスiDトークショー - （2.5D 『シブカル祭。2015』内コーナー）（2015年10月24日、渋谷PARCO part1 6階）
- 「明治学院大学ハロプロ研究会スッペシャルトークショー～ハロプロなしでは生きてゆけない～」（明治学院大学学園祭『白金祭』企画、※西田藍、水島大宙と共演）（2015年11月1日、明治学院大学白金キャンパス）
- 「2016初出し！ミスiDの部屋　第二夜」MCアシスタント (2015年12月27日)

#### 2016年
- 「妄撮P おれの愛する女たち ～本人降臨しまくりスペシャルvol.4～」 MCアシスタント (2016年2月10日、新宿ロフトプラスワン)
- feastラフォーレ原宿期間限定ショップ臨時店員(2016年2月4日-19日開催、増澤は13日-14日に在籍)
- 「ゆうこす＆リリコ KAWAII NIGHT[72]」(2016年4月16日、原宿Carnival☆Stars)
- 「菅本裕子バースデーナイト[73]」(2016年5月20日、新宿ロフトプラスワン)
- feastラフォーレ原宿ポップアップストア来店イベント(2016年8月7日)
- unruly vol.4 "Oh, my dear ! -let me see-" release party & shop (2016年8月11日-14日、吉祥寺Gallery イロ)
- 「明治学院大学白金祭トークショー2016秋～Talkでバコーン！～[74]」（明治学院大学学園祭『白金祭』企画、※水島大宙、吉田尚記と共演）（2016年11月3日、明治学院大学白金キャンパス）
- 『客前で平然とアイドルの話をするライブ[19]』（2016年11月16日、新宿ロフトプラスワン）
- 『TEAM SAKUSAKU presents さくらいっくスマイル'16[75][76]』 (2016年12月19日、渋谷TSUTAYA O-nest&7th FLOOR)　：LIVEにDJとして出演、トークショー第2部に参加。

#### 2017年
- 「愛すべき女・女（めめ）たち vol.8」 MCアシスタント（2017年2月2日、東京カルチャーカルチャー）
- 「中目黒フリマ」（2月18日、レンタルスペースさくら中目黒）
- リリコマスザワ'S DOLL HOUSE Vol.1（2月25日、新宿ネイキッドロフト）
- 「ハロショトーク⑲ ハロー！キャンパスライフ2017～増澤璃凜子 卒業スペシャル[77]」 （3月12日、秋葉原ハロー！プロジェクトオフィシャルショップ東京秋葉原店）
- LAVI♥SHOP ポップアップストア 「feast×リリコマスザワ Cheek Bra発売記念イベント」 (3月19日、ラフォーレ原宿)
- 「リアルドレッサー[78][79]」 (4月15日、新宿ネイキッドロフト)
- 「中目黒フリマ」 (4月16日、レンタルスペースさくら中目黒)
- 「シブピカフェス[80]」 (4月23日、渋谷ヒカリエ ヒカリエホール)
- 「増澤璃凜子の初めてのハッピーバースデイ！イベント[81]」 (5月10日、新宿ネイキッドロフト)
- 『unruly vol.4 Special Edition』発売記念ミニトークショー&増澤璃凜子サイン会（9月3日、ヴィレッジヴァンガード高円寺店[41][82]）
- 「リリコマスザワ'S DOLL HOUSE Vol.2」 （11月2日、新宿ネイキッドロフト、ゲスト:さやか、佐藤茉弥（いずれもミスiD2018ファイナリスト））

#### 2018年
- 「真奈生誕祭～年女だわん～」（1月13日、新宿ネイキッドロフト）
- 「サイダーと、汗と、ワンピース」（3月21日、新宿ネイキッドロフト、出演：小川笹乃、増澤璃凜子）
- 「愛すべき女・女（めめ）たち vol.9」MCアシスタント（3月29日、渋谷ロフト9）
- 『客前で平然とアイドルの話をするライブ』（8月16日、新宿ロフトプラスワン）

#### 2019年
- 「リリコマスザワ'19 新年会」（1月30日、新宿ネイキッドロフト）
- ロックの日スペシャル企画!『スピリチュアルをぶっとばせ! ところで、石とおしゃべり出来るってホント?』（6月9日、新宿ネイキッドロフト、【出演】石ガール【ゲスト】水野しず、増澤璃凜子、中尾有伽、ひらく）
- 「リリコマスザワ'19 忘年会」（12月30日、新宿ネイキッドロフト、ゲスト：川﨑珠莉、福井夏[83]）

## 監督作品
- わたしとあなた、一人きり。（監督・脚本） - 2024年、出演：喜多乃愛、坂口彩夏
- ケーキに、アイスも（監督・脚本） - 2025年、出演：岡本玲、椙山さと美